# 유패 (식애후)
유패(劉霸, ? ~ 기원전 20년)는 전한 말기의 제후로, 성양강왕의 손자이다.

## 생애
아버지 유헌의 뒤를 이어 식후(式侯)에 봉해졌다.
홍가 원년(기원전 20년)에 죽어 시호를 애(哀)라 하였고, 후사가 없어 봉국은 폐지되었다.

## 출전
- 반고, 《한서》 권15하 왕자후표 下

| 선대 아버지 식절후 유헌 | 전한의 식후 ? ~ 기원전 20년 | 후대 (8년 후) 동생 유맹 |